# Hør-familien
Hør-familien (Linaceae) er udbredt med 10 slægter og ca. 300 arter over det meste af verden. I de tropiske egne findes der arter i familien, som er træer eller lianer, men ellers er der mest tale om urteagtige planter. Her omtales kun de slægter, der er repræsenteret ved arter, der er vildtvoksende i Danmark, eller som dyrkes her.
| Slægter |

- Hør (Linum)
- Stormogul-slægten (Reinwardtia)
- Tusindfrø-slægten (Radiola)